# Adrapsa luteicosta
Adrapsa luteicosta är en fjärilsart som beskrevs av Louis Beethoven Prout. Adrapsa luteicosta ingår i släktet Adrapsa och familjen nattflyn. Inga underarter finns listade i Catalogue of Life.